# Morten Helveg Petersen
Morten Helveg Petersen (født 14. september 1966) er  en dansk politiker. Han er cand.polit. og europaparlamentsmedlem for Det Radikale Venstre fra 2014.

## Baggrund
Morten Helveg Petersen er søn af forhenværende minister Niels Helveg Petersen samt lektor og uddannelsesleder Hanne Elisabeth Aarup.
Han gik på La Courvejens Skole 1973-74 og 1977-82. I perioden 1974-77 gik han på Europaskolen i Bruxelles, mens faderen var embedsmand ved EF-Kommissionen. Han blev student fra Falkonergårdens Gymnasium i 1985 og cand.polit. fra Københavns Universitet i 1992. Han var i praktik ved Europa-Kommissionen 1992-93 og ansat i Dansk Industri 1993-98, hvorefter han blev valgt til Folketinget.
Han har været medlem af bestyrelsen i Frit Oplysningsforbund i Hvidovre, Rødovre og Hovedstaden siden 1997. Han er desuden medlem af bestyrelsen i UNICEF Danmark siden 2000.

## Politisk karriere
Morten Helveg Petersen har været opstillet som partiets kandidat til Folketinget i Hvidovrekredsen og Brøndbykredsen fra 1997 til 2009.
Morten Helveg Petersen meddelte den 26. juni 2009, at han vil forlade Folketinget d. 1. august 2009 for at blive direktør for Foreningen af Danske Interaktive Medier. Efter Foreningen af Danske Interaktive Medier blev fusioneret med Danske Medier i 2011, blev Morten viceadministrerende direktør i Danske Medier.
Han blev i foråret 2013 opfordret til at opstille som kandidat til Europa Parlamentsvalget i 2014, hvilket Morten Helveg Petersen annoncerede den 5. april 2013, at han ville overveje. I september 2013 vedtog Det Radikale Venstres landsmøde at gøre ham til spidskandidat. Han har medvirket i EU's strategi for havvindmøller.

## Andet virke
Han har skrevet bøgerne »Midt i maskinrummet«, 1999 og »Enter – et personligt bud på Danmarks IT-fremtid«, 2001.